# A Good Girl's Guide to Murder
A Good Girl's Guide to Murder (bra: Manual de assassinato para boas meninas; prt: O Homicídio Perfeito: Um Guia para Boas Raparigas) é uma série de televisão britânica baseada no romance homônimo de Holly Jackson, adaptado por Poppy Cogan, dirigido por Dolly Wells e desenvolvido pela Moonage Pictures para a BBC Three . A primeira temporada do programa consiste em seis episódios de 40-48 minutos que apresentam os acontecimentos do primeiro livro. Se a série for renovada, as próximas temporadas planejam cobrir os outros dois livros. Porém, o produtor executivo Frith Tiplady também ressaltou que a primeira temporada tem um final real. Em 23 de março de 2024, Holly Jackson compartilhou um pequeno clipe da série tendo julho de 2024 como data de lançamento no Reino Unido. O programa foi lançado internacionalmente na Netflix em 1º de agosto de 2024.

## Sinopse
Pip Fitz-Amobi ( Emma Myers ) não está convencida de que o assassinato de uma estudante local foi investigado o suficiente e decide investigar por conta própria, produzindo seu EPQ sobre o assunto.

## Elenco

### Principal
- Emma Myers como Pippa (Pip) Fitz-Amobi
  - Kitty Anderson como jovem Pip
- Zain Iqbal como Ravi Singh
- Asha Banks como Cara Ward
- Raiko Gohara como Zach Chen
- Jude Morgan-Collie como Connor Reynolds
- Yali Topol Margalith como Lauren Gibson
- Yasmin Al-Khudhairi como Naomi Ward
- Henry Ashton como Max Hastings
- Carla Woodcock como Becca Bell
- Mathew Baynton como Elliot Ward
- Gary Beadle como Victor Amobi
- Anna Maxwell Martin como Leanne Amobi

### Recorrente
- Índia Lillie Davies como Andie Bell
- Rahul Pattni como Sal Singh
- Georgia Arron como Emma Hutton
- Orla Hill como Ruby Foxcroft
- Mitu Panicucci como Stella Chapman
- Annabel Mullion como Rosie Hastings
- Adam Astill como Toby Hastings
- Matthew Khan como Dylan
- Matt Chambers como Jason Bell
- Jackson Bews como Daniel da Silva

### Convidado
- Jessica Webber como Nat Da Silva
- Ephraim OP Sampson como Jake Lawrence

## Produção
Em setembro de 2022, o projeto foi anunciado como uma adaptação televisiva da BBC Three do romance de Holly Jackson Guia para assassinato de uma boa garota, produzido pela Moonage Pictures. Dolly Wells deve dirigir o projeto a partir de um roteiro de Poppy Cogan, ao lado de Zia Ahmed, Ajoke Ibironke e Ruby Thomas. É produzido por Florence Walker e os produtores executivos incluem Matthew Read, Matthew Bouch e Frith Tiplady da Moonage Pictures, e Lucy Richer e Danielle Scott-Haughton da BBC, junto com Wells, Holly Jackson e Cogan.

### Elenco
Em junho de 2023, a produção começou com Emma Myers e Zain Iqbal escalados para os papéis principais de Pip e Ravi.

### Filmagem
As filmagens ocorreram em Bristol e Somerset . Os locais incluem as Cavernas Redcliffe, o estacionamento da Avon Valley Railway, Redland, Redmaids' High School, Westbury on Trym, e Axbridge . As filmagens ocorreram entre julho de 2023 e setembro de 2023.

## Lançamento
O programa foi lançado para streaming em 1º de julho de 2024 na BBC iPlayer no Reino Unido e na Irlanda, Stan na Austrália, e ThreeNow na Nova Zelândia. Uma transmissão terrestre na BBC Three começou em 10 de julho de 2024, com dois episódios sendo transmitidos por semana. O programa será lançado na Alemanha em 30 de agosto de 2024 no serviço ZDFmediathek, enquanto ZDFneo transmitirá dois episódios por semana a partir de 8 de setembro de 2024. Em 22 de abril de 2024, a Netflix anunciou que o programa seria lançado em sua plataforma em 1º de agosto de 2024.

### Resposta crítica
No agregador de críticas Rotten Tomatoes, a série tem um índice de aprovação de 91% com base em 11 críticas, com uma classificação média de 5,6 em 10. O Metacritic calculou uma média ponderada de 66 em 100 com base em 15 críticos, indicando avaliações "geralmente favoráveis".